# Brian Billick
Brian Harold Billick (Fairborn, 28 febbraio 1954) è un allenatore di football americano statunitense che ha allenato i Baltimore Ravens dal 1999 al 2007, guidandoli alla loro prima vittoria del Super Bowl nel 2000.

## Carriera
Dopo i successi come coordinatore offensivo dei Minnesota Vikings dal 1994 al 1998, anno quest'ultimo in cui guidò la squadra all'allora record NFL di punti segnati, Billick nel 1999 fu scelto per diventare il secondo allenatore della storia dei Baltimore Ravens. Nella prima stagione li portò a un record di 8-8, la prima con un bilancio non negativo della breve storia della franchigia, nata nel 1996.

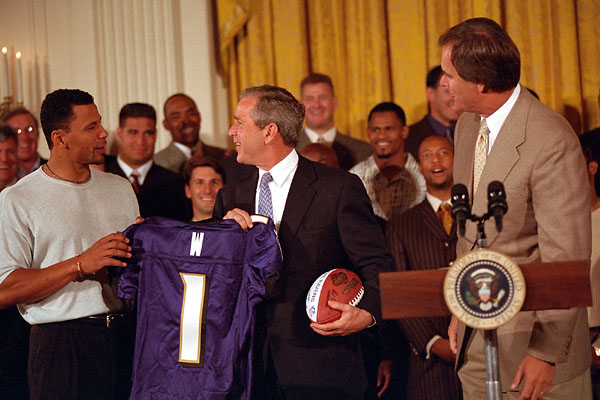
Billick (primo a destra) e i Ravens del 2000 col Presidente George W. Bush nel 2001.

La stagione successiva, Baltimore terminò con un bilancio di 12-4, guadagnando la sua prima qualificazione ai playoff. Lì la squadra, trascinata da una delle migliori difese della storia della NFL, giunse fino al Super Bowl XXXV, dove batté con un netto 34-7 i New York Giants.
Billick portò la sua squadra a un record di 10–6 e a una vittoria sui Miami Dolphins nei playoff del 2001, prima di venire eliminata dai Pittsburgh Steelers. Baltimore con un record di 7-9 mancò i playoff nel 2002, ma si riprese nel 2003 in cui, con un record di 10-6 vinse il suo primo titolo di division. Nel primo turno di playoff fu poi eliminata dai Tennessee Titans.
La squadra non si qualificò alla post-season nel 2004 (9–7) e 2005 (6–10), facendovi ritorno nel 2006. Billick licenziò il coordinatore offensivo Jim Fassel il 17 ottobre 2006, assumendo quel ruolo fino al termine della stagione, e i Ravens terminarono col miglior record della storia della franchigia, 13-3, e la vittoria del titolo di division. Baltimore, fu eliminata nei playoff dai futuri vincitori del Super Bowl, gli Indianapolis Colts, 15–6, nel divisional round. Nel 2007, Baltimore scese a un record di 5-11, portando il proprietario Steve Bisciotti a licenziare Billick, sostituendolo con John Harbaugh. In seguito, divenne un analista per Fox.

## Palmarès
- Super Bowl : 1

Baltimore Ravens: Super Bowl XXXV
- American Football Conference Championship: 1

Baltimore Ravens: 2000
- AFC North division: 2

Baltimore Ravens: 2003, 2006